# Walter Hilton
Walter Hilton, ook Hylton (overleden 24 maart 1396) was een Engels Augustijns mysticus en schrijver van spirituele werken.
Over Hiltons leven is weinig bekend. Hij was een Augustijns kanunnik en stond enige tijd aan het hoofd van de priorij van Thurgarton in Nottinghamshire. Zijn geschriften waren in Engeland zeer populair in de vijftiende eeuw. Zijn belangrijkste werk was Scala Perfectionis (The Ladder of Perfection). Het werd in 1494 voor het eerste gedrukt door Wynkyn de Worde, in twee delen.
Het kan beschreven worden als een gids voor de christen op weg naar het geestelijke Jeruzalem, waarin de ziel langzaam groeit naar het evenbeeld van God.
Andere werken van Hilton zijn Epistle to a Devout Man in Temporal Estate (gedrukt in 1506) en The Song of the Angels (gedrukt in 1521).